# كوني نجاني
كوني نجاني هي قرية تقع في جزيرة أنجوان في جزر القمر. بلغ عدد سكانها 2,045 نسمة حسب إحصاء عام 1991. و3,913 في تقدير عام 2009.